# Lola (film 2019)
Lola (Lola vers la mer) è un film del 2019 scritto e diretto da Laurent Micheli.
Il film ha ottenuto sette candidature ai Premi Magritte 2020, vincendo due riconoscimenti tra cui migliore promessa femminile per Mya Bollaers, prima donna transgender a ricevere tale premio.

## Trama
Lola, una ragazza transgender appena maggiorenne, vive da due anni lontana dalla sua famiglia. In attesa di sottoporsi ad un intervento di riassegnazione chirurgica del sesso, condivide una casa insieme all'amico Antoine a Bruxelles. La morte della madre di Lola costringe la ragazza a riconciliarsi con suo padre Philippe, con il quale ha un rapporto conflittuale da tempo. Insieme, i due decidono di realizzare gli ultimi desideri della defunta madre intraprendendo un viaggio verso il litorale belga in cui disperdere le sue ceneri.

## Distribuzione
Il film è stato presentato in anteprima al Festival del cinema di Angoulême il 21 agosto 2019.
La pellicola è stata distribuita nelle sale cinematografiche belghe e francesi a partire dall'11 dicembre 2019 da Les Films du Losange. In Italia, il film ha ricevuto la sua anteprima nazionale durante il Festa del Cinema di Roma 2019 nella sezione Alice nella città.

## Riconoscimenti
- 2019 – Festival di Angoulême[1]
  - Candidatura come miglior film
- 2020 – Premi César[3]
  - Candidatura come miglior film straniero
- 2019 – Premi Ibis[4]
  - Migliore sceneggiatura a Laurent Micheli
  - Migliore attore a Benoît Magimel
  - Migliore attrice a Mya Bollaers
  - Candidatura come miglior film
  - Candidatura come migliore colonna sonora a Raf Keunen
- 2020 – Premi Lumière[5]
  - Candidatura come miglior film internazionale
- 2020 – Premi Magritte[6]
  - Migliore promessa femminile a Mya Bollaers
  - Migliore scenografia a Catherine Cosme
  - Candidatura come miglior film
  - Candidatura come miglior regista a Laurent Micheli
  - Candidatura come migliore sceneggiatura a Laurent Micheli
  - Candidatura come migliore colonna sonora a Raf Keunen
  - Candidatura come miglior montaggio a Julie Naas
- 2019 – Festival di Namur[7]
  - Premio Cinevox a Laurent Micheli
- 2019 – Festival di Roma[2]
  - Candidatura come miglior film